# Baindlkirch

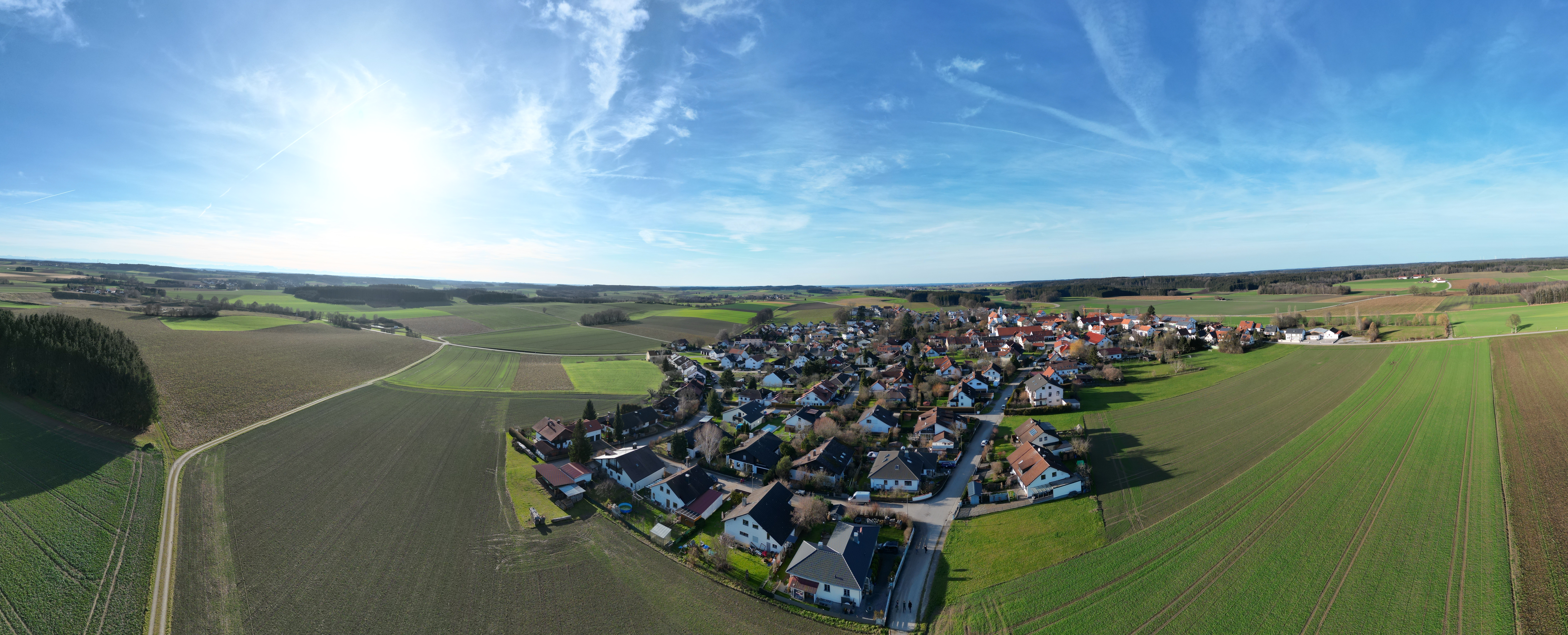
Baindlkirch von Südsüdosten, Luftbild

Baindlkirch ist ein Pfarrdorf und Ortsteil der Gemeinde Ried im Landkreis Aichach-Friedberg im Regierungsbezirk Schwaben in Bayern. Zur Gemarkung gehören auch der Weiler Glon und die Einöden Rettenbach und Riedhof.

## Lage
Baindlkirch liegt circa drei Kilometer östlich von Ried. Der Riedhof liegt einen Kilometer nördlich, Rettenbach einen Kilometer nordöstlich, das Mooshaus (kein amtlich benannter Ortsteil) genau zwischen dem Riedhof und Rettenbach und Glon einen Kilometer südöstlich von Baindlkirch.

## Geschichte
Bis zum 1. Juli 1972 gehörte die selbständige Gemeinde Baindlkirch mit ihren Ortsteilen Baindlkirch, Glon, Rettenbach und Riedhof zum Landkreis Friedberg, der dann im neu gegründeten Landkreis Aichach-Friedberg aufging. Am 1. Mai 1978 wurde es dann im Zuge der Gebietsreform in Bayern mit allen Ortsteilen in die Gemeinde Ried eingemeindet. Bei der Volkszählung am 27. Mai 1970 hatte die ehemalige Gemeinde 318 Einwohner, im Hauptort lebten 262 Einwohner. Zum 1. Oktober 2018 betrug die Einwohnerzahl in den Gemeindeteilen Baindlkirch, Glon, Rettenbach, Riedhof und Mooshaus zusammen 774 Einwohner. Bis 1944 gehörte der Landkreis Friedberg und damit auch die Gemeinde Baindlkirch zum Bezirk Oberbayern.

## Religion
Die katholische Pfarrei Sankt Martin in Baindlkirch gehört zum Dekanat Aichach-Friedberg im Bistum Augsburg. Zur Pfarrei gehören die Filiale Maria Hilf in Holzburg sowie die Ortschaften Asbach, Eismannsberg, Glon, Mooshaus, Rettenbach, Riedhof, Tegernbach und Vogach.
Siehe auch: Pfarrhaus (Baindlkirch)

## Verkehr
Durch Baindlkirch verläuft die sehr kurze Kreisstraße AIC 15 von Nordwest nach Südost, die eineinhalb Kilometer westlich von Baindlkirch von der AIC 14 abzweigt und in Baindlkirch bereits nach zwei Kilometern endet.

## Berühmte Söhne des Dorfes
- Ignaz Lindl (* 1774 in Baindlkirch; † 1845 in Barmen), katholischer Priester, Siedlungsgründer von Sarata in Bessarabien
- Monsignore Albert Alberstötter (* 1859 in Baindlkirch; † 1952 in Schrobenhausen), katholischer Geistlicher Rat, Ehrendekan, Ehrenkapitular, Stadtpfarrer und Ehrenbürger von Schrobenhausen